# Logossilabário
Um logossilabário é um tipo de sistema de escrita cujos símbolos (ou grafemas) podem funcionar quer como logogramas, quer como sílabas fonéticas (silabários) ou ambos. Por vezes existe também uma terceira classe de símbolos chamados determinativos; estes são ideogramas mudos que clarificam o significado das palavras escritas foneticamente. Os logossilabários podem conter desde várias centenas a vários milhares de símbolos.

## Exemplos de sistemas logossilábicos
- Escrita maia
- Caracteres chineses
- Hieroglifos egípcios
- Escrita cuneiforme